# Larissa Friconide

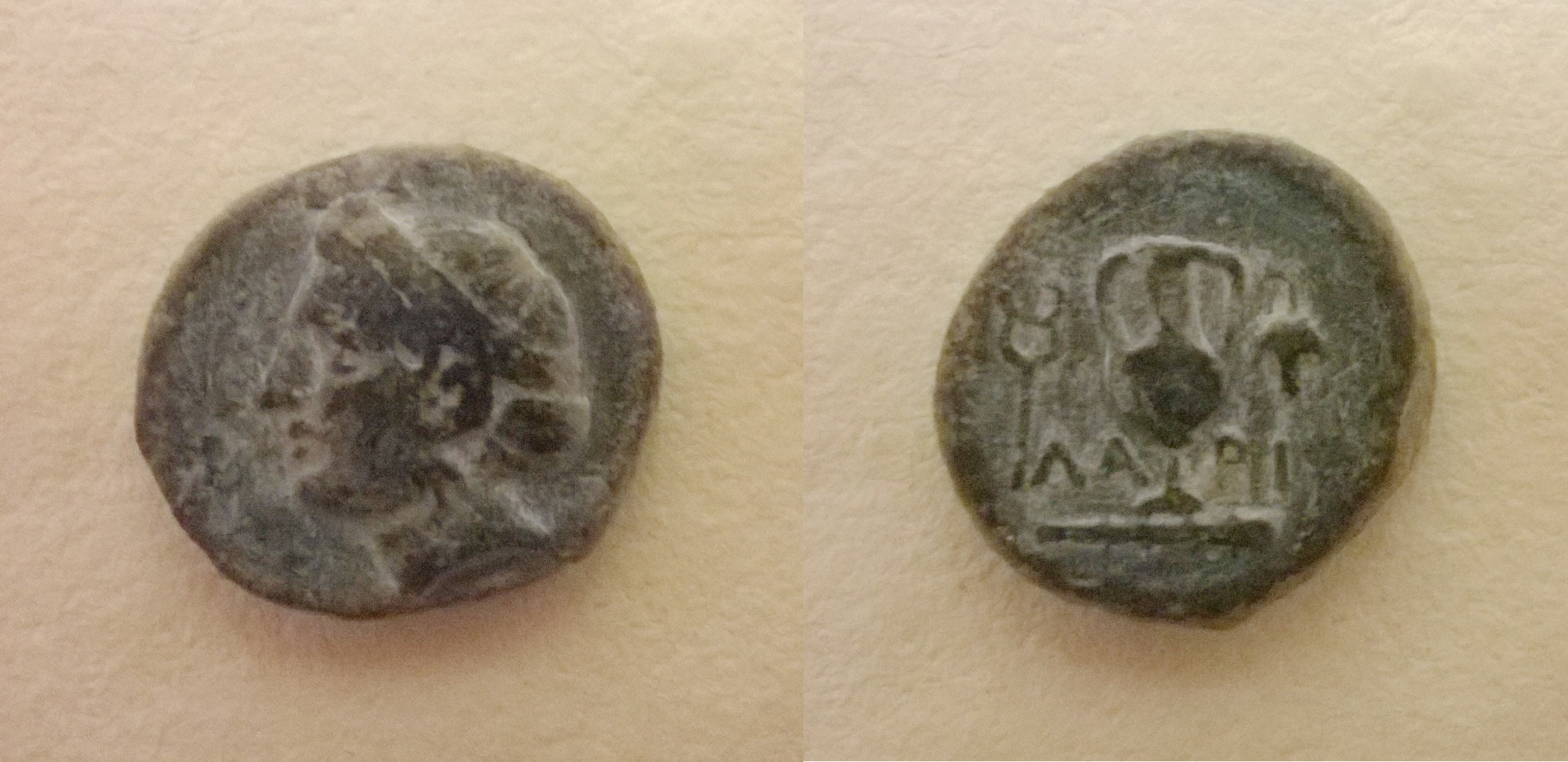
Eoli, Larissa Friconide, IV sec. a. C., Bronzo (17mm, 5.82g, 11h). Dritto: testa muliebre rivolta a sinistra, con capelli raccolti da nastro. Rovescio: anfora con caduceo a sinistra e grappolo d'uva a destra. Iscrizione: ΛΑΡΙ[ΣΑΙ]. Rara. Patina verde, stato di conservazione BB

Larissa o Larisa (Λάρισα) Friconide o sull'Hermo, o sull'Ermo, è stata un'antica città della Regione dell'Egeo della Turchia. Erodoto menziona il nome di Lerisas, tra le città Eolie primitive. Le sue rovine si trovano sulla sommità di una collina presso l'odierno villaggio di Buruncuk, nelle vicinanze di Menemen, nel distretto della Provincia di Smirne. La via principale per Çanakkale da Smirne costeggia la stessa collina, compiendo una considerevole curva verso nord-ovest. Occorre rimarcare che Larissa è molto vicina al fiume Gediz (o 'Ermo' in antichità), che formava una pianura fertile sul suo delta, con terreno alluvionale portato dall'entroterra dell'Anatolia.
Il primo nucleo di Larissa si formò durante il III millennio a.C. La città sopravvisse attraverso i periodi Persiano ed Ellenistico, nonostante fosse stata in gran parte distrutta durante la Guerra del Peloponneso nel 405 a.C. Larissa fu ricostruita dopo la guerra, ma fu annientata dai Galati (Celti) nel 279 a.C.
I primi scavi a Larissa furono avviati nel 1902 da archeologi svedesi e tedeschi. I ritrovamenti furono portati ai musei archeologici di Stoccolma e İstanbul.